# Монастырская (Шенкурский район)
Монастырская — деревня в Шенкурском районе Архангельской области. Входит в состав муниципального образования «Федорогорское».

## География
Деревня расположена в южной части Архангельской области, в таёжной зоне, в пределах северной части Русской равнины, в 92 километрах на восток от города Шенкурска, на правом берегу реки Кодима, притока Северной Двины. Ближайшие населённые пункты: на юге деревни Жернаковская и Заберезовская, на юго-западе деревни Нагорная, Носовская и Шахановка.
Часовой пояс
Монастырская, как и вся Архангельская область, находится в часовой зоне МСК (московское время). Смещение применяемого времени относительно UTC составляет +3:00.

## Население
| 2002 | 2010 | 2012 |
| ---- | ---- | ---- |
| 16   | ↘6   | ↘5   |

## История
Деревня названа так, потому что на этом месте в 1590 году была основана Троицкая Кодемская Пустынь. Неизвестные монахи построили здесь деревянную церковь, однако в смутное время она была разорена разбойниками. В 1764 году пустынь была упразднена и был образован Кодемский приход, а церковь стала приходской.
Указана в «Списке населенных мест Архангельской губернии к 1905 году» как деревня Монастырская (Монастырь). Насчитывала 30 дворов, 97 мужчин и 104 женщины. В административном отношении деревня входила в состав Шахановского сельского общества Шахановской волости Шенкурского уезда Архангельской губернии. Также в деревне находилась церковь и школа.
На 1 мая 1922 года в поселении 40 дворов, 80 мужчин и 104 женщины.
2 июля 2012 года деревня Монастырская вошла в состав Федорогорского сельского поселения в результате объединения муниципальных образований «Федорогорское» и «Шахановское».